# Rachel Pace
Rachel (Brea, 6 oktober 2000) is een Amerikaans jeugdactrice. Ze speelde onder meer Hope Logan/Forrester in 62 afleveringen van The Bold and the Beautiful, samen met haar tweelingzus Amanda Pace.

## Filmografie
Films:
- Elevator (2011)

Televisieseries:
*Exclusief eenmalige gastrollen
- Weeds - Shayla (1 aflevering, 2009), Taylor (8 afleveringen, 2011-2012)
- The Bold and the Beautiful - Hope Logan/Forrester (62 afleveringen, 2004-2008)